# Siquem

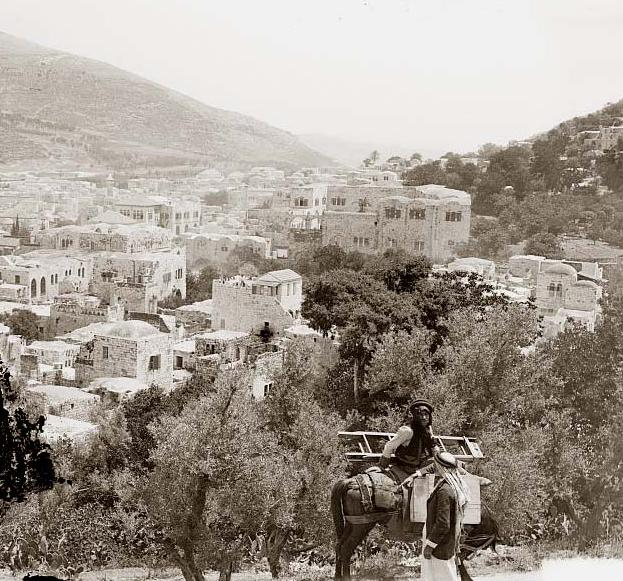
Nablus, en los alrededores de la antigua Siquem; fotografía de 1898.

Siquén o Siquem (שְׁכֶם / שְׁכָם) fue una ciudad de Canaán construida hace 4000 años. La ciudad se convirtió en una ciudad israelita de la tribu de Manasés y la primera capital del antiguo Reino de Israel. Sus ruinas están situadas a dos kilómetros al este de la actual ciudad cisjordana de Nablus (Naplusa).

## Historia
Estudios arqueológicos evidencian que la ciudad fue demolida y reconstruida hasta 22 veces antes de su fundación definitiva en el año 200 a. C. Debido a su ubicación, Siquén fue un centro comercial en la región, comercializando uvas, aceitunas y trigo.

### Calcolítico
El asentamiento más antiguo de Siquem se remonta a hace unos seis mil años, durante el período Calcolítico (4000-3500 aC). En ese momento ya se practicaba la agricultura.

### Edad del Bronce
Posteriormente, durante la Edad del Bronce antiguo, la actividad parece haberse trasladado al área cercana de Khirbet Makhneh el-Fauqa. Algunas publicaciones afirman que Siquem se menciona en las tablillas de Ebla del tercer milenio, pero varios arqueólogos competentes lo han negado.
La primera actividad constructiva sustancial en Siquem data de la Edad del Bronce Medio IIA (c. 1900 a. C.). Se convirtió en un asentamiento cananeo muy importante y fue atacado por el faraón Sesostris III (c. 1880-1840 a. C.), como se menciona en la estela Sebek-khu, una estela egipcia de un noble en la corte del faraón.
En las Cartas de Amarna de aproximadamente 1350 a. C., Šakmu (es decir, Siquem) era el centro de un reino creado por Labaya (o Labayu), un señor de la guerra cananeo que reclutó mercenarios entre los Habiru. Labaya fue el autor de tres cartas de Amarna (EA 252, EA 253 y EA 254), y su nombre aparece en 11 de las otras 382 cartas, a las que se hace referencia 28 veces, siendo el tema básico de la carta el mismo Labaya, y su relación con los rebeldes, los campesinos Habiru.
Siquem puede ser idéntico al Sakama mencionado en un relato que data de la XIX Dinastía de Egipto (alrededor del 1200 a. C.).  

### Edad del Hierro
Según las fuentes bíblicas, el rey Jeroboam I mandó realizar proyectos de construcción y fortificación en Siquem, lo cual está corroborado por el registro arqueológico.
La evidencia arqueológica sugiere que hubo una destrucción de la ciudad durante el reinado de Menajem. En el 724 a. C., la ciudad volvió a caer en manos de los asirios y quedó reducida a un montón de ruinas junto con todas las demás ciudades del Reino del Norte.

### Historia posterior
Durante esta época, Siquem fue el asentamiento principal de los samaritanos, cuyo centro religioso se encontraba en el monte Guerizín, a las afueras de la ciudad. En el año 6 d. C., Siquem fue anexado a la provincia romana de Siria. De los samaritanos de Siquem, no pocos se levantaron en armas en el monte Guerizín en el momento de la rebelión de Galilea (67 d. C.), que fue parte de la primera guerra judeo-romana. Es muy probable que Cerealis destruyera la ciudad durante esa guerra.
En el año 72 d. C., Vespasiano construyó una nueva ciudad, Flavia Neapolis, a 2 kilómetros al oeste de la antigua. El nombre de esta ciudad finalmente se corrompió al moderno Nablus. Josefo, escribiendo alrededor del año 90 d. C., colocó la ciudad entre el monte Guerizín y el monte Ebal. En otra parte se refiere a ella como Neapolis.
Durante el reinado del emperador Adriano, el templo del monte Guerizín fue restaurado y dedicado al dios romano Júpiter.
Como Siquem, Neapolis tenía una comunidad cristiana muy temprana, incluido el santo primitivo Justino Mártir; se sabe incluso de obispos e Neapolis.En varias ocasiones los cristianos parecen haber sufrido a causa de los samaritanos. En 474, el emperador, para vengar lo que los cristianos consideraban un ataque injusto de los samaritanos, privó a estos últimos del monte Guerizín y se lo dio a los cristianos, que edificaron en él una iglesia dedicada a la Santísima Virgen.

## En la Biblia
Según Génesis 12, 6: "y pasó Abram por aquella tierra hasta el lugar de Siquem, donde está la encina de More. El cananeo vivía entonces en la tierra."
Según Génesis 35, 4: "Ellos entregaron a Jacob todos los dioses ajenos que tenían en su poder, y los zarcillos que llevaban en sus orejas, y Jacob los escondió debajo de una encina que había junto a Siquem."
De acuerdo al Nuevo Testamento, Esteban, primer mártir cristiano, afirma en su discurso: "Así descendió Jacob a Egipto, donde murió él y también nuestros padres, los cuales fueron trasladados a Siquem y puestos en el sepulcro que Abraham, a precio de dinero, había comprado a los hijos de Hamor, en Siquem (Hechos 7, 15-16).
La ciudad de Siquem: "es mucho más vieja que Jerusalén. Se menciona 48 veces en la Biblia y se relaciona con la historia bíblica desde Abraham hasta Cristo."
De acuerdo al libro de Josué 24, 32: "Enterraron en Siquem los huesos de José que los hijos de Israel habían subido de Egipto, en la parte del campo que Jacob compró, por cien monedas, de los hijos de Hamor, padre de Siquem, y que pasó a ser posesión de los hijos de José.". Esta tradición se mantiene hasta la actualidad.